# 1789 na literatura

## Nascimentos
| Data           | Nome                  | Profissão | Nacionalidade  | Observações | Ref |
| -------------- | --------------------- | --------- | -------------- | ----------- | --- |
| 15 de Setembro | James Fenimore Cooper | escritor  | Estados Unidos | m. 1851     |     |

## Mortes
| Data       | Nome                    | Profissão | Nacionalidade  | Observações | Ref |
| ---------- | ----------------------- | --------- | -------------- | ----------- | --- |
| 4 de Julho | Cláudio Manuel da Costa | poeta     | Brasil Colônia | n. 1729     |     |